# Barbus poechii
Barbus poechii är en fiskart som beskrevs av Steindachner, 1911. Barbus poechii ingår i släktet Barbus och familjen karpfiskar. IUCN kategoriserar arten globalt som livskraftig. Inga underarter finns listade.

## Bildgalleri

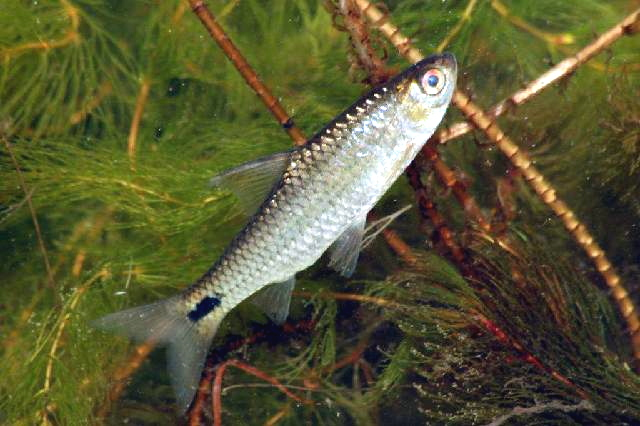